# Подаані
Подаані (груз. ფოდაანი) — село в Грузії.
За даними перепису населення 2014 року в селі проживає 730 осіб.